# Octave Octavian Teodorescu
Octave, właśc. Octavian Teodorescu (ur. 29 stycznia 1963 w Bukareszcie) – rumuński muzyk, gitarzysta, kompozytor i producent muzyczny.

## Dyskografia

### Albumy
- 1992 - The Secret Of Pyramids (27 sierpnia) LP Vinyl Electrecord Label ST-EDE 04168
- 1993 - At The Gates Of Love (3 grudnia) LP Vinyl Electrecord Label EDE 04287
- 1994 - Sweet Freedom (15 września) LP Vinyl Electrecord Label EDE 04324
- 1995 - Octave Trilogy (24 marca) 2CD Electrecord Label ELCD 153
- 1996 - They Used To Call Him The Dreamer (20 listopada) Electrecord Label EDC 200
- 1999 - The Only One (unfinished - 2 tracks available on the hybrid CD-ROM) Electrecord Label CD-ROM-OCT

### Single
- 1993 - There Is One More Step To Climb (16 września) Vinyl Electrecord EDC 10803(extract from the LP: At The Gates Of Love)

### CD-ROMy
- 1999 - www.octave.ro Free Music Online (15 kwietnia) Electrecord Label CD-ROM-OCT